# Sévry
Sévry è un comune francese di 73 abitanti situato nel dipartimento del Cher, nella regione del Centro-Valle della Loira.

## Storia

### Simboli
Lo stemma è stato adottato nel 2024. Gli scudi rappresentano un signore che ha difeso il suo territorio, la conchiglia simboleggia il cammino verso Santiago di Compostela (per il tratto di percorso che attraversa il paese passano 200 persone all'anno), la quercia ricorda la foresta comunale. Lo scudo è circondato da spighe di grano simbolo dell'agricoltura.

## Società

### Evoluzione demografica
Abitanti censiti